# Beschermengel Pratti
Beschermengel Pratti is een hoorspel van Hellmut von Cube. Der falsche Schutzengel werd op 20 oktober 1953 uitgezonden door de Bayerischer Rundfunk. F.A. Poggenbeek vertaalde het en de AVRO zond het uit op maandag 15 november 1965. De regisseur was Dick van Putten. Het hoorspel duurde 66 minuten.

## Rolbezetting
- Huib Orizand (Franz Pratti)
- Peronne Hosang (Annalisa Rosner)
- Wiesje Bouwmeester (Ernestine)
- Willy Ruys (Fedor Adany)
- Frans Somers (Ferdinand Rehmann)
- Tonny Foletta (Steckl)
- Rien van Noppen (Burda)
- Louis de Bree (de Hoge Engel)
- Wam Heskes (de Goede Engel)

## Inhoud
In deze radiokomedie, die zich in de hemel en op aarde afspeelt tussen vrolijke fantasie en drastische werkelijkheid, worden op een amusante wijze de menselijke en de hemelse wijsheid tegenover elkaar geplaatst: een zeer aardse man komt door een reeks toevallen in het bezit van zeer bovenaardse opvoedingskracht. Verwikkelingen en verwarringen ontstaan, een engel geraakt in nood, een levenslustige weduwe in vertwijfeling, tot de hemel glimlachend zijn superioriteit bewijst…